# Kyopodiidae
Famille
Les Kyopodiidae sont une famille de stauroméduses.

## Liste des genres
Selon World Register of Marine Species (4 février 2019) :
- genre Kyopoda Larson, 1988